# Uwe Seeler
Uwe Seeler (5. listopadu 1936 Hamburk – 21. července 2022) byl německý fotbalista. Po skončení hráčské kariéry se stal prezidentem klubu Hamburger SV. Rezignovat musel kvůli finančnímu skandálu.

## Fotbalová kariéra
Je držitelem stříbrné medaile z mistrovství světa roku 1966 a bronzové z mistrovství světa 1970. Hrál i na šampionátech ve Švédsku 1958 (4. místo) a Chile 1962 (čtvrtfinále). V německém národním týmu odehrál celkem 72 zápasů a vstřelil 43 branek, byl dlouholetým kapitánem týmu. S Hamburgerem SV, v němž prožil takřka celý fotbalový život, získal titul mistra Německa 1960, vyhrál německý fotbalový pohár 1963 a probojoval se do finále Poháru vítězů pohárů v sezóně 1967/68. V letech 1960, 1964, 1970 získal v Německu ocenění Fotbalista roku. V sezóně 1963/64 se stal nejlepším střelcem německé ligy (vstřelil 30 branek). V německé lize (nejprve v tzv. Oberliga Nord a později Bundeslize) odehrál celkem 476 utkání, v nichž vstřelil 404 gólů. V anketě Naši nejlepší hledající největší osobnosti Německa všech dob skončil na 100. místě. Pelé ho roku 2004 zařadil mezi 125 nejlepších žijících fotbalistů.